# 浅井淑子 (教育者)
浅井 淑子（あざい よしこ、1917年7月4日 - 1980年1月4日）は、教育者、服飾研究家、学校法人浅井学園元学園長、専門学校北海道ドレスメーカー学院初代院長、北翔大学の前身にあたる北海道女子短期大学創立者。

## 来歴
北海道札幌市生まれ。叔父を頼って上京し、1934年、東京国華高等女学校卒業。その後、東京女子医学専門学校に合格するも、両親に反対されて女医の道を断念。生家の家事を手伝いながら学費を貯め、1937年再上京して、1939年杉野ドレスメーカー女学院師範科卒業。同年9月、洋裁教育を通じて女子の教養を高め、専門的技術修得によって女子に経済的独立の能力を習得させることを目的として、各種学校「北海ドレスメーカ一女学園」を創設した。
1947年、浅井猛と結婚。実業界で鍛えた猛の経営手腕を生かし、教育事業拡大を展開した。1976年、全財産を投じて「準学校法人浅井学園」を設立し、理事・学院長に就任。1950年、杉野学園ドレスメーカー学院に再入学し、杉野芳子から学校経営のノウハウを学び、デザイナー科を卒業。
1963年、学校法人浅井学園を設立し、理事・学園長として北海道女子短期大学を創立。自らも教授と服飾美術科長を兼務した。1960年、名寄女子短期大学家政科助教授（~1963年）。1963年「北海道女子短期大学」開学に夫・猛と共に関わる。同年、北海道女子短期大学服飾美術科教授・同科科長（~1980年）。1971年、学校法人北海道浅井学園を設立し、理事・学園長に就任。
死後、正六位勲五等宝冠章が追贈された。

### 主な公職
- 北海道総合開発委員会委員・参与
- 北海道産業教育審議会委員
- NDC日本デザイナークラブ副理事長・北海道初代支部長
- 北海道小児マヒ財団理事

## エピソード
- 浅井淑子はドレスメーカー学院で、杉野芳子からデザイナーとしての資質のみならず、学校経営や経営方針に至るまで学び取り、以後、杉野芳子と同様自らが学校経営の指揮を執り、夫は理事長としてそれを支えるという体制を採った。
- 1947年～1971年まで17回も北海道各地でファッションショーを敢行したという。
- 1953年～1977年に7度にわたり、欧州や米国に自ら進んで服飾の海外研修を行ったという。
- 夫と共に洗礼を受け「アナスタジア」という洗礼名を持っている。
- 逝去後、顕彰活動の一環として北翔大学構内の第二体育館横に夫・浅井猛と共に胸像が建っている。

## 受賞歴
- 北海道知事賞（1963年）
- 北海道知事表彰（1968年）
- 札幌市民文化奨励賞（1977年）[1]
- 勲五等宝冠章、北海道開発功労賞（1980年）[1]

## 家族
- 夫は、学校法人浅井学園初代理事長の浅井猛。子息に、学校法人浅井学園前理事長・北海道浅井学園大学前学長・北海道浅井学園大学短期大学部前学長の浅井幹夫。息女に、北海道ドレスメーカー学院2代学院長の浅井洋子がいる。

## 著書
- 『服飾図案集』（鎌倉書房, 1949年）